# 캐릭 레인저스 FC
캐릭 레인저스 FC(영어: Carrick Rangers F.C.)는 캐릭퍼거스를 연고로 하는 북아일랜드의 축구 클럽이다. 현재는 NIFL 프리미어십에 참가하고 있다.

## 성적
- 아이리시 컵 1회 우승 (1975-76)

## 선수 명단

### 현역
- 데이비드 쿠슐리(2021 ~ )
- 벤 틸니(2021 ~ )